# 高氯酸亚锡
高氯酸亚锡是一种无机化合物，化学式为Sn(ClO4)2。它可由锡和高氯酸银的苯溶液反应制得。它在惰性气氛中的酸性水溶液中可以稳定至少一周，氧气会氧化Sn2+至Sn4+，它也能发生自身的氧化还原反应。